# Texananus gladius
Texananus gladius är en insektsart som beskrevs av Delong 1938. Texananus gladius ingår i släktet Texananus och familjen dvärgstritar. Inga underarter finns listade i Catalogue of Life.